# Cartoon Network (Japon)
Pour les articles homonymes, voir Cartoon Network (homonymie).
Cartoon Network (カートゥーン ネットワーク, Kātūn Nettowāku) est une chaîne de télévision dirigée par la société américaine Warner Bros. Discovery, spécialisée dans la diffusion de séries d'animation. La version japonaise de la chaîne est initialement lancée le 1er septembre 1997 avec, à la clé, de nombreuses séries d'animation nationales et internationales.

## Histoire
La version japonaise de Cartoon Network est lancée le 1er septembre 1997, et est la première chaîne du pays à diffuser 24h/24 des séries d'animation. Il s'agit de la première version de Cartoon Network à s'être implantée en Asie,. Elle est lancée en association avec la société américaine Time Warner et la société japonaise Itochu Corporation,. Les premières années, elle est lancée en tant que chaîne de télévision payante sur le bouquet satellite SKY PerfecTV!. Elle met à disposition des programmes principalement américains doublés en anglais et en japonais à des fins éducatifs. Au fil des années, cependant, de nombreuses séries d'animation japonaises (animes), telles que Dragon Ball Z et Pokémon, prennent place sur la chaîne. De son côté, Cartoon Network américain débute dans le développement et la coproduction de ses programmes au Japon, tout en prenant avantage de l'industrie d'animation japonaise et de l'influence internationale de la chaîne.
En 2008, la chaîne acquiert treize épisodes de la troisième saison de Chhota Bheem, une série d'animation développée par Green Gold Animation Private Limited.
Le 1er octobre 2011, Cartoon Network au Japon, ainsi que d'autres versions de Cartoon Network exploitées par Turner Broadcasting System Asia Pacific, ont adopté son image de marque actuelle. Le 1er avril 2017, la chaîne a commencé à utiliser des graphiques du package de marque Dimensional de Cartoon Network USA. 
Le 7 juin 2012, Cartoon Network Japon annonce le résultat d'un sondage sur la meilleure série d'animation internationale (à l'exception des animes japonais) élue par les internautes. Le sondage s'est effectué du 10 mars au 31 mai sur le site officiel de la chaîne et totalise 95 682 votes pour 92 séries d'animation.
Le 1er janvier 2022, la chaîne a commencé à utiliser les graphiques du package de marque « Redraw Your World » de Cartoon Network USA. Le 1er mars 2022, le bloc Cartoonito a été lancé pour les matinées quotidiennes.

## Programmes actuels

### Original
- We Baby Bears (depuis 2022)
- Regular Show (2014-2019; depuis 2025)
- Steven Universe (2015-2021; depuis 2025)
- We Bare Bears (2017-2023; depuis 2025)
- The Amazing World of Gumball (2012-2022; depuis 2025)
- Uncle Grandpa (2014-2018; depuis 2025)
- Summer Camp Island (2018-2019; depuis 2025)
- The Powerpuff Girls (original series) (1999-2018; depuis 2025)
- Lamput (depuis 2025)
- Taffy (TV series) (depuis 2021)

### Warner Bros.
- Looney Tunes (1997-2019, depuis 2024)
- Teen Titans Go! (depuis 2014)
- Jellystone! (depuis 2023)
- Tiny Toons Looniversity (depuis 2024)
- My Adventures with Superman (depuis 2024)
- Looney Tunes Cartoons (depuis 2025)
- The Tom and Jerry Show (2015-2023; depuis 2025)
- Wacky Races (2017 revival) (depuis 2025)
- Justice League (depuis 2025)
- Young Justice (2013-2017; depuis 2025)

### Anime
- Sgt. Frog (depuis 2015)
- Rick and Morty Anime (depuis 2024)
- Black Bullet (depuis 2025)
- Ojamajo Doremi: Owarai Gekijō (depuis 2025)
- Isekai Suicide Squad  (depuis 2024)[6]
- The Disastrous Life of Saiki K (depuis 2025)
- GATE: Thus the JSDF Fought There (depuis 2024)
- Food Wars!: Shokugeki no Soma (depuis 2024)
- Super Shiro (depuis 2022)

### Misc[Quoi ?]
- Tom and Jerry (1997-2023, depuis 2024)
- Sonic Prime (depuis 2024)
- LEGO City: No Limits (depuis 2025)
- 50/50 Heroes (depuis 2025)
- Ninjago: Dragons Rising (depuis 2025)
- Grizzy and the Lemmings (2017-2019; depuis 2025)
- Mecha Amato (depuis 2025)
- Long's Happy Restaurant (depuis 2025)

### Cartoonito
- Batwheels (depuis 2023)
- Bugs Bunny Builders (depuis 2023)
- Trulli Tales (depuis 2025)
- Pingu (2005-2019, 2022-2023; depuis 2025)
- Tom and Jerry Kids (1997-2005, 2022-2023; depuis 2025)
- Lucas the Spider (depuis 2025)
- Mush Mush and Friends (depuis 2025)
- Monchhichi (depuis 2025)
- Yukaina Hippo Hapos (2022-2023; depuis 2025)
- Barney's World (depuis 2025)